# Paris est ludique !
Paris est ludique ! est un festival de jeux de société modernes en plein air. Il fait partie des grands rendez-vous français, à l'instar du Festival international des jeux de Cannes ou du Festival ludique international de Parthenay.

## Historique
La première édition date de 2011. Il se déroule depuis tous les ans au mois de juin, et est situé à partir de l'édition 2016 sur la Pelouse de Reuilly à Paris,,,,,,.
Les éditeurs et auteurs viennent y montrer leurs dernières créations ou faire tester leurs prototypes ,. De nombreuses tables de jeux permettent aux visiteurs de jouer pendant les deux jours du festival .
Tous les ans, un concours de prototypes est organisé.
Les affiches du festival sont réalisées de 2012 à 2023 par Martin Vidberg et à partir de 2025 par Floriane Madéry.

## Éditions
- 5e édition : 13 et 14 juin 2015 [1].
- 6e édition : 25 et 26 juin 2016 [2].
- 7e édition : 24 et 25 juin 2017 [5].
- 8e édition : 23 et 24 juin 2018 [10].
- 9e édition : 29 et 30 juin 2019 [6].
- 10e édition : le festival est annulé en 2020 et 2021 pour cause d'épidémie de la maladie à Coronavirus. L'édition se tient finalement les 2 et 3 juillet 2022[11].
- 11e édition : 1 et 2 juillet 2023[12].
- 12e édition : le festival est annulé en 2024, la Pelouse de Reuilly étant occupée pour l'organisation des Jeux Olympiques. L'édition a lieu les 4 (après-midi), 5 et 6 juillet 2025.

## Patate d'Or
Martin Vidberg réalise les affiches du festival en 2012 et décerne le prix la Patate d'Or à une personnalité ludique en 2013, ; à partir de l’année suivante, c’est le détenteur du prix qui décide du détenteur suivant :
- Patate d'Or 2013 : Bruno Faidutti[14],[13] , auteur de jeux de société
- Patate d'Or 2014 : Croc[15]
- Patate d'Or 2015 : Christophe Boellinger
- Patate d'Or 2016 : Roberto Fraga, auteur de jeux de société
- Patate d'Or 2017 : Matthieu D'Epenoux, créateur de l'éditeur Cocktail Games.
- Patate d'Or 2018 : Yoann Laurent[16], créateur de l’éditeur/distributeur Blackrock
- Patate d'Or 2019[réf. souhaitée] : Régis Bonnessée, créateur de jeux, fondateur en 2008 et dirigeant de la maison d'édition Libellud, implantée à Poitiers.
- Patate d'Or 2022 : Sophie Gravel, cofondatrice en 2006 de l'éditeur Filosofia, puis de l'éditeur Plan B Games en 2015.
- Patate d'Or 2023 : Philippe Mouret
- Patate d'Or 2024 : Bruno Cathala et Serge Laget (à titre posthume)[17]